# Ribitol
Ribitol o adonitol és un alcohol pentosa cristallí (C₅H₁₂O₅) format per reducció de la ribosa. Es presenta de manera natural en la planta Adonis vernalis, i l'arrel de la Blupeurum falcatum com també en les parets cel·lars de bacteris grams positius, com fosfat de ribitol, en l'àcid teicoic. També contribueix a l'estructura química de la riboflavina i del mononucleòtid flavina (FMN), el qual és un coenzim nucleòtid, present en l'enzim glicolat oxidasa.